# Expresie algebrică
În matematică, o expresie algebrică este o expresie formată din constante numerice, variabile și operațiile algebrice de (adunare, scădere, înmulțire, împărțire și ridicare la putere în care exponentul este un număr rațional). De exemplu, {\displaystyle 3x^{2}-2xy+c} este o expresie algebrică, un polinom în două nedeterminate (variabile) x și y. Deoarece operația de extragere a rădăcinii pătrate este identică cu ridicarea la puterea cu exponent fracționar 1/2, expresii ca
{\displaystyle {\sqrt {\frac {1-x^{2}}{1+x^{2}}}}}   sau   {\displaystyle {\frac {1}{\sqrt {1+x^{2}}}}}
sunt considerate expresii algebrice.
O expresie rațională este o expresie care poate fi exprimată printr-o fracție rațională folosind proprietățile operațiilor aritmetice (comutativitatea și asociativitatea operațiilor de adunare și înmulțire, distributivitatea și regulile pentru operațiile cu fracții). Cu alte cuvinte, o expresie rațională este o expresie care poate fi formată din variabile și constante utilizând doar cele patru operații ale aritmeticii. Prin urmare,
{\displaystyle {\frac {3x^{2}-2xy+c}{y^{3}-1}}}
este o expresie rațională, în timp ce 
{\displaystyle {\sqrt {\frac {1-x^{2}}{1+x^{2}}}}}
nu este.
O ecuație rațională este o ecuație în care două fracții raționale (sau expresii raționale) ale 
{\displaystyle {\frac {P(x)}{Q(x)}}}
sunt egale între ele. Aceste expresii respectă aceleași reguli ca fracțiile. Ecuațiile pot fi rezolvate prin amplificare, similar cu tratarea problemelor care se rezolvă prin regula de trei simplă. Împărțirea cu zero nu este definită, astfel încât o soluție bazată pe împărțirea formală la zero este respinsă.

## Terminologie

1 – Exponent, 2 – coeficient, 3 – termen, 4 – operator, 5 – constantă, – variabile

Algebra are terminologie proprie pentru a descrie părțile unei expresii (v. figura).

## Rădăcinile unei expresii polinomiale
Rădăcinile unei expresii polinomiale de grad n, sau, echivalent, soluțiile unei ecuații polinomiale, pot fi întotdeauna scrise ca expresii algebrice dacă n < 5 (vezi ecuație de gradul al doilea, ecuație de gradul al treilea și ecuație de gradul al patrulea). O astfel de soluție a unei ecuații se numește soluție algebrică. Teorema Abel–Ruffini afirmă că doar unele ecuații de grad mai mare ca 4 au soluții algebrice.

## Convenții

### Variabile
Prin convenție, literele de la începutul alfabetului (de exemplu {\displaystyle a,b,c}) sunt utilizate de obicei pentru a reprezenta  constante, iar cele dinspre sfârșitul alfabetului (de exemplu {\displaystyle x,y} și {\displaystyle z}) sunt utilizate pentru a reprezenta variabile. Uzual acestea sunt scrise cu italice.

### Exponenți
Prin convenție, termenii la puterea cea mai mare sunt scriși la stânga, de exemplu, {\displaystyle x^{2}} este scris la stânga lui {\displaystyle x}. Dacă coeficientul este 1, de obicei este omis (ex. {\displaystyle 1x^{2}} este scris {\displaystyle x^{2}}). La fel, dacă exponentul este 1, este omis (ex. {\displaystyle 3x^{1}} este scris {\displaystyle 3x}), iar când exponentul este zero, rezultatul este întotdeauna 1 (ex. {\displaystyle 3x^{0}} este scris {\displaystyle 3}, deoarece {\displaystyle x^{0}} este {\displaystyle 1}).

## Expresii algebrice cu radicali obținute prin operații cu funcții trigonometrice
| {\displaystyle \theta }                   | {\displaystyle \sin(\theta )}                                                    | {\displaystyle \cos(\theta )}                                                    | {\displaystyle \tan(\theta )}                                                                     | Diagram |
| ----------------------------------------- | -------------------------------------------------------------------------------- | -------------------------------------------------------------------------------- | ------------------------------------------------------------------------------------------------- | ------- |
| {\displaystyle \arcsin(x)}                | {\displaystyle \sin(\arcsin(x))=x}                                               | {\displaystyle \cos(\arcsin(x))={\sqrt {1-x^{2}}}}                               | {\displaystyle \tan(\arcsin(x))={\frac {x}{\sqrt {1-x^{2}}}}}                                     |         |
| {\displaystyle \arccos(x)}                | {\displaystyle \sin(\arccos(x))={\sqrt {1-x^{2}}}}                               | {\displaystyle \cos(\arccos(x))=x}                                               | {\displaystyle \tan(\arccos(x))={\frac {\sqrt {1-x^{2}}}{x}}}                                     |         |
| {\displaystyle \arctan(x)}                | {\displaystyle \sin(\arctan(x))={\frac {x}{\sqrt {1+x^{2}}}}}                    | {\displaystyle \cos(\arctan(x))={\frac {1}{\sqrt {1+x^{2}}}}}                    | {\displaystyle \tan(\arctan(x))=x}                                                                |         |
| {\displaystyle \operatorname {arccot}(x)} | {\displaystyle \sin(\operatorname {arccot}(x))={\frac {1}{\sqrt {1+x^{2}}}}}     | {\displaystyle \cos(\operatorname {arccot}(x))={\frac {x}{\sqrt {1+x^{2}}}}}     | {\displaystyle \tan(\operatorname {arccot}(x))={\frac {1}{x}}}                                    |         |
| {\displaystyle \operatorname {arcsec}(x)} | {\displaystyle \sin(\operatorname {arcsec}(x))={\frac {\sqrt {x^{2}-1}}{\|x\|}}} | {\displaystyle \cos(\operatorname {arcsec}(x))={\frac {1}{x}}}                   | {\displaystyle \tan(\operatorname {arcsec}(x))=\operatorname {sgn}(x){\sqrt {x^{2}-1}}}           |         |
| {\displaystyle \operatorname {arccsc}(x)} | {\displaystyle \sin(\operatorname {arccsc}(x))={\frac {1}{x}}}                   | {\displaystyle \cos(\operatorname {arccsc}(x))={\frac {\sqrt {x^{2}-1}}{\|x\|}}} | {\displaystyle \tan(\operatorname {arccsc}(x))={\frac {\operatorname {sgn}(x)}{\sqrt {x^{2}-1}}}} |         |